# رومن آرامیان
رومن آرامیان (ارمنی: Ռոման Արամյան; آلمانی: Roman Aramian؛ زادهٔ ۲ اکتبر ۱۹۸۳) یک بوکسور اهل ارمنستان-آلمان است. وی نماینده میان‌وزن بوکس آلمان در رقابت‌های بین‌المللی است.

## آمار حرفه ای
| خلاصه بوکس حرفه‌ای |        |         |
| ۴۰ مبارزه         | ۲۸ بُرد | ۱۲ شکست |
| با ناک‌اوت         | ۲۱     | ۲       |
| با تصمیم داور     | ۷      | ۱۰      |